# Settsu (Schiff, 1912)
Die Settsu (japanisch 摂津) war ein Schlachtschiff der Kawachi-Klasse der Kaiserlich Japanischen Marine und das letzte, das in der ersten Dekade des 20. Jahrhunderts für diese gebaut wurde. Benannt wurde das Schiff nach der Provinz Settsu, heute Teil der Präfekturen Hyōgo und Osaka. Während des Ersten Weltkrieges wurde sie nur bei der Belagerung von Tsingtau eingesetzt. 1919 wurde sie in die Reserve versetzt und im Jahre 1922 gemäß den Bedingungen des Washingtoner Flottenabkommens desarmiert.
Zwei Jahre später wurde die Settsu zu einem Zielschiff umgebaut. 1937 nahm sie kurz am Zweiten Japanisch-Chinesischem Krieg teil. Bei Beginn des Pazifikkrieges wurde versucht, von ihr aus mit falschen Funksprüchen die Alliierten über die Standorte und Aktivitäten der japanischen Flugzeugträger zu täuschen. Danach wurde die Settsu für den Rest des Krieges wieder als Zielschiff eingesetzt. Bei Angriffen amerikanischer Flugzeuge auf Kure wurde sie im Juli 1945 schwer beschädigt. Nach dem Krieg wurde sie gehoben und in den Jahren 1946–1947 verschrottet.

## Hintergrund

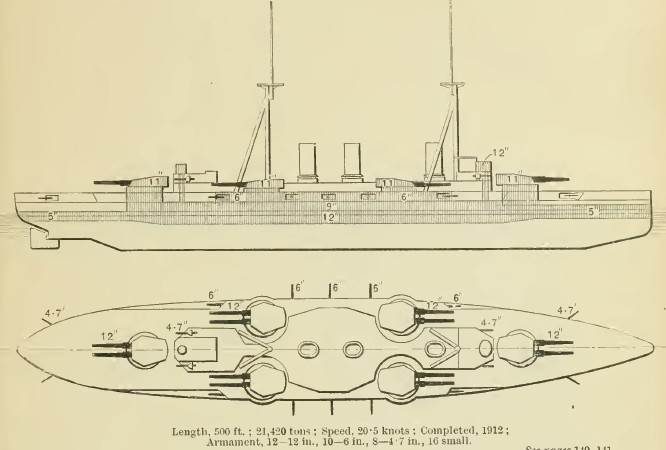
Ansicht der Kawachi-Klasse von Steuerbord und von oben

Die Kawachi-Klasse wurde am 22. Juni 1907 nach dem Russisch-Japanischen Krieg unter dem Ausbauprogramm für die Kaiserlich Japanische Marine bestellt. Sie waren die ersten japanischen Schiffe des sogenannten Dreadnought-Typs. Der Bau verzögerte sich allerdings wegen einer starken wirtschaftlichen Depression und den daraus resultierenden Schwierigkeiten. Diese waren auch der Grund dafür, dass acht der zwölf Geschütze der Hauptartillerie eine Kaliberlänge von 45 hatten und nur die Geschütze im vorderen und achteren Turm eine Kaliberlänge von 50. Der Entwurf basierte auf dem der vorher gebauten Satsuma-Klasse und ähnelte mit der Hexagonalaufstellung der schweren Türme dem Entwurf der ersten Dreadnoughts der deutschen Marine, der Nassau-Klasse.

## Bau und Einsatz
Die Settsu wurde am 18. Januar 1909 bei der Marinewerft in Kure auf Kiel gelegt und der Stapellauf erfolgte am 30. März 1911, mit Indienststellung am 1. Juli 1912 unter dem Kommando von Kapitän zur See Tanaka Morihide. Am 1. Dezember 1912 wurde das Schiff dem 1. Geschwader zugewiesen. Im folgenden Jahr verbrachte es die meiste Zeit mit Training und damit, vor der chinesischen Küste zu patrouillieren.
Bei Beginn des Ersten Weltkrieges befand sich die Settsu in Kure. Gemeinsam mit ihrem Schwesterschiff Kawachi beschoss sie deutsche Stellungen während der letzten Phase der Belagerung von Tsingtau. Bis zum 1. Dezember 1916 blieb die Settsu im 1. Geschwader, dann wurde sie in die Reserve versetzt und kam zur Überholung in die Werft nach Kure. Während der Überholung waren alle zwölf 7,62-cm-Geschütze entfernt und durch vier 7,62-cm-Flugabwehrgeschütze ersetzt worden. Außerdem waren zwei Torpedorohre entfernt worden. Am 28. Oktober 1918 war die Settsu während der Flottenparade in Yokohama das Flaggschiff des Tenno Taishō, ebenso bei der Parade am 8. Juli 1919. Am 6. November 1919 wurde die Settsu für eine Überholung in die Reserve versetzt, die vom 1. April 1920 bis zum 21. August 1921 dauerte und bei der sie auch neue Kessel erhielt.
Im Jahre 1922 wurde sie gemäß der Washingtoner Flottenkonferenz in Kure desarmiert und am 1. Oktober 1923 von der Flottenliste gestrichen. Eigentlich sollte die Settsu intakt erhalten bleiben, aber die Kaiserliche Japanische Marine entschied sich dafür, das neue Schlachtschiff Mutsu statt der Settsu zu behalten. Die Geschütze wurden der Kaiserlich Japanischen Armee übergeben und als Küstenartillerie auf Tsushima verwendet, jeweils ein Turm 1929 und 1936. Die restlichen Geschütze waren in der Reserve und wurden 1943 verschrottet.
Im folgenden Jahr wurde die Settsu zu einem Zielschiff umgebaut. Ein Kessel und der mittlere Schornstein wurden entfernt, die Panzerung verstärkt, um 203-mm-Granaten und 50-kg-Übungsbomben standzuhalten. Diese Maßnahmen reduzierten ihre Geschwindigkeit auf 16 kn und die Verdrängung auf 16.130 t. Anfang Februar 1925 schleppte die Settsu den unfertigen Hulk des Schlachtschiffes Tosa, der für Experimente mit Geschütz- und Torpedoschäden benutzt worden war, in die Meerenge von Bungo, wo er am 8. Februar versenkt wurde.

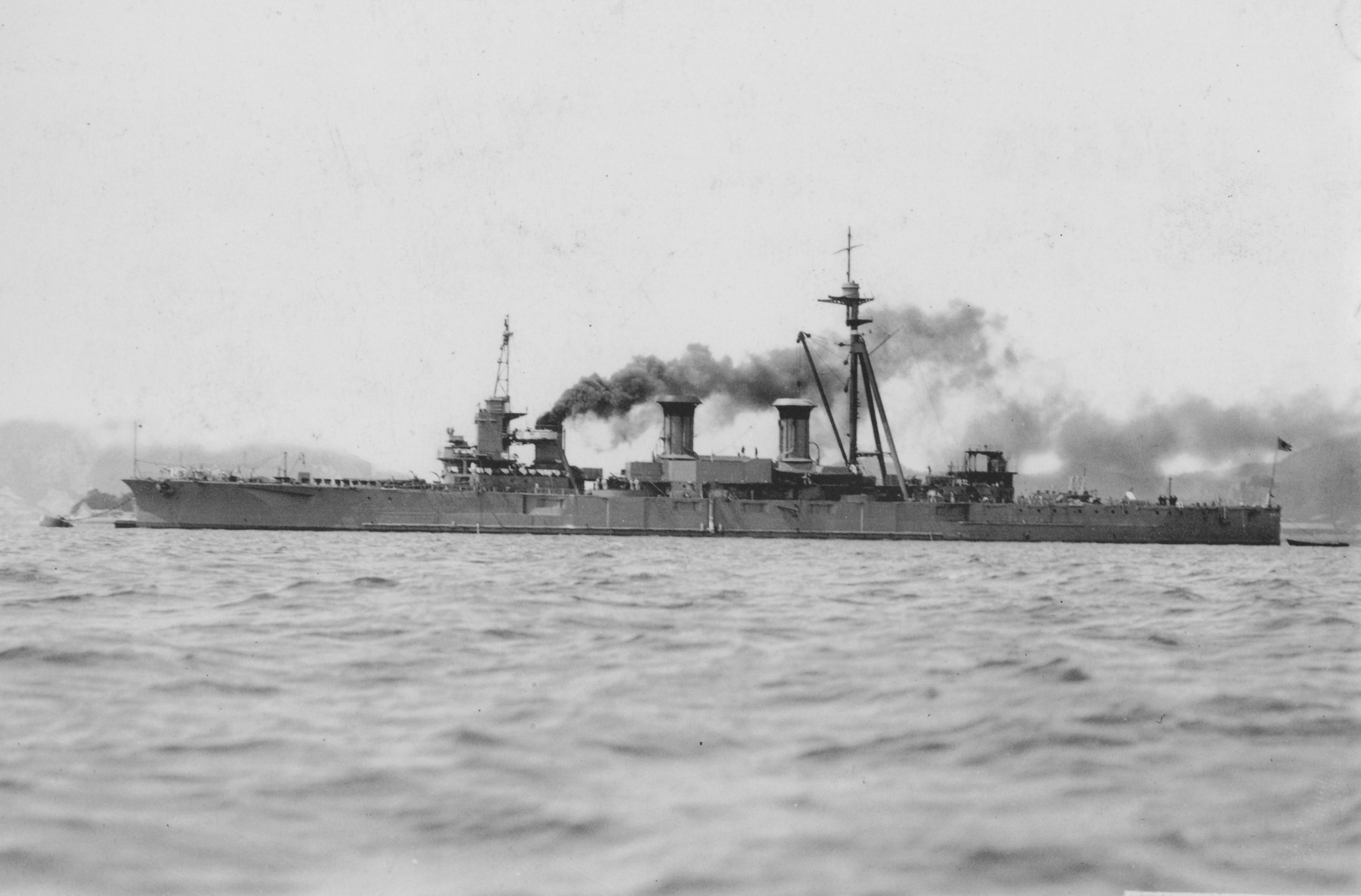
Settsu als ferngesteuertes Zielschiff vor Anker am 7. April 1940

Zwischen Oktober 1935 und 1937 wurde die Settsu zu einem ferngesteuerten Zielschiff umgebaut und konnte von dem Zerstörer Yakaze aus ferngesteuert werden. Um ihre Festigkeit gegenüber Treffern zu erhöhen, wurde ihre Deckspanzerung sowie die Panzerung der Schornsteine und der Brücke verstärkt.
Ende August 1937, in der Anfangsphase des Zweiten Japanisch-Chinesischen Krieges, transportierte die Settsu unter dem Kommando des späteren Konteradmirals Sakonjō Naomasa ein Bataillon der Spezial-Landungskräfte der Marine in den Raum nahe Shanghai. Vor der Küste wurden die Truppen auf den Leichten Kreuzer Natori und den Zerstörer Yakaze übergeben, die sie den Jangtsekiang flussaufwärts brachten. 1940 wurde die Settsu als Übungsziel für Trägerflugzeuge umgebaut und ausgiebig zur Ausbildung von Piloten für den Angriff auf Pearl Harbor genutzt. Sie nahm außerdem an der Flottenparade für Kaiser Hirohito am 11. Oktober 1940 teil.
Bei Beginn des Pazifikkrieges fuhr die Settsu unter dem Kommando des späteren Konteradmirals Matsuda Chiaki in die Nähe der Philippinen und simulierte den Funkverkehr aller sechs Flottenflugzeugträger der japanischen Marine und den der Leichten Träger Zuihō und Ryūjō, um den wahren Standort und die Aktivitäten der japanischen Träger vor der alliierten Funkaufklärung zu verschleiern. Über den Erfolg bzw. Misserfolg gibt es keine Unterlagen. Die übrige Zeit des Krieges war die Settsu in der Seto-Inlandsee stationiert und für Bomben- und Torpedotraining benutzt.
Während der Luftangriffe auf Kure am 24. Juli 1945 wurde die Settsu von 30 Grumman-F6F-Hellcat-Jägern in der Nähe von Etajima angegriffen. Ein direkter Bombentreffer und fünf Nahtreffer verursachten ein schwerwiegendes Leck auf der Steuerbordseite des Maschinenraums. Der Kommandant Oto Masanano entschloss sich, das Schiff stranden zu lassen, um einen Untergang zu vermeiden. Daraufhin sollte das Schiff als Wohnschiff genutzt werden, aber vier Tage später wurde es erneut angegriffen und getroffen und am nächsten Tag aufgegeben. Die Settsu wurde am 20. November von der Schiffsliste gestrichen. Im Juni 1946 wurde ihr Wrack gehoben und bis zum August 1947 in Kure verschrottet.

## Technik
Im Gegensatz zur Kawachi hatte die Settsu einen Klipperbug, der sie gut zwei Meter länger machte als ihr Schwesterschiff. Das Schiff hatte eine Länge über alles von 162,5 m, eine Breite von 25,7 m und einen Tiefgang von 8,5 m. Die Verdrängung betrug 21.787 tons. Die Besatzung bestand aus 999–1100 Offizieren und Mannschaften. In der Settsu trieben zwei in Lizenz gebaute Curtiss-Dampfturbinen mit dem Dampf aus 16 Miyabara-Kesseln jeweils einen Propeller. Die Leistung betrug 25.000 PS (ca. 19.000 kW), was ihr eine Höchstgeschwindigkeit von 21 kn brachte. Der an Bord befindliche Kohle- und Ölvorrat reichte für 2.700 sm bei einer Geschwindigkeit von 18 kn.
Die Hauptartillerie der Settsu bestand aus vier 30,5-cm-Vickers-Mk-XI-XII-Geschützen mit der Kaliberlänge 50 in zwei Doppeltürmen, je einer vorn und hinten. Vier Doppeltürme, je zwei Steuerbord und Backbord, hatten 30,5-cm-Geschütze mit der Kaliberlänge 45 von Armstrong-Whitworth. Diese in Großbritannien gekauften Geschütze waren auch die Standardbewaffnung der britischen Dreadnoughts, bevor dort zum Kaliber 34,3 cm übergegangen wurde. Die mittlere Artillerie der Settsu bestand aus zehn 15-cm-Geschützen mit der Kaliberlänge von 45 in Kasemattaufstellung an den Seiten des Rumpfes. Auch diese Geschütze waren ein britisches Design von der Elswick Ordnance Company, wurden allerdings in Japan hergestellt. Des Weiteren waren noch acht 12-cm-Schnellfeuerkanonen und zwölf 7,62-cm-Kanonen jeweils mit einer Kaliberlänge von 40 an Bord, ebenfalls in Lizenz gebaute britische Entwürfe. Außerdem hatte die Settsu fünf Unterwassertorpedorohre mit einem Kaliber von 45,7 cm, zwei an jeder Seite und eins im Heck.
Der Gürtelpanzer der Settsu war mittschiffs 305 mm dick und verjüngte sich Richtung Bug bzw. Heck auf 127 mm. Ein Panzer von 152 mm schützte die Kasematten. Die Barbetten für die Hauptgeschütze waren mit 229–279 mm Stahl gepanzert. Die Panzer der Hauptgeschütztürme waren an den Seiten 279 mm dick und die Decke 180 mm, der vordere Kommandoturm 254 mm und der achtere 152 mm. Der Deckspanzer war 29 mm stark.

## Liste der Kommandanten
| Nr. | Name                                      | Beginn der Amtszeit | Ende der Amtszeit  | Bemerkungen                                                      |
| --- | ----------------------------------------- | ------------------- | ------------------ | ---------------------------------------------------------------- |
| 1.  | Kapitän zur See Tanaka Morihide           | 1. Juli 1912        | 1. Dezember 1912   | seit 1. Dezember 1911 mit der Baubelehrung betraut               |
| 2.  | Kapitän zur See Yamanaka Shibakichi       | 1. Dezember 1912    | 1. Dezember 1913   |                                                                  |
| 3.  | Kapitän zur See Kimura Takeshi            | 1. Dezember 1913    | 1. Dezember 1914   |                                                                  |
| 4.  | Kapitän zur See Nagata Yasujirō           | 1. Dezember 1914    | 13. Dezember 1915  |                                                                  |
| 5.  | Kapitän zur See Kawahara Kesataro         | 13. Dezember 1915   | 1. Dezember 1916   |                                                                  |
| 6.  | Kapitän zur See Honda Chikatami           | 1. Dezember 1916    | 1. Dezember 1917   |                                                                  |
| 7.  | Kapitän zur See Inutsuka Sukejiro         | 1. Dezember 1917    | 10. November 1918  |                                                                  |
| 8.  | Kapitän zur See Uchida Kosaburo           | 10. November 1918   | 10. Juni 1919      |                                                                  |
| 9.  | Kapitän zur See Furukawa Hiroshi          | 10. Juni 1919       | 20. November 1919  |                                                                  |
| 10. | Kapitän zur See Imaizumi Tetsutaro        | 20. November 1919   | 3. Juni 1920       |                                                                  |
| 11. | Kapitän zur See Yokoo Hisashi             | 3. Juni 1920        | 20. November 1920  |                                                                  |
| 12. | Kapitän zur See Takemitsu Kazu            | 20. November 1920   | 20. November 1921  |                                                                  |
| 13. | Kapitän zur See Oyamada Shigezo           | 20. November 1921   | 20. November 1922  |                                                                  |
| 14. | Kapitän zur See Vizegraf Matsudaira Morio | 20. November 1922   | 20. Januar 1923    |                                                                  |
| 15. | Kapitän zur See Taketomi Kanichi          | 20. Januar 1923     | 20. November 1923  |                                                                  |
| 16. | Kapitän zur See Matsumoto Takumi          | 20. November 1923   | 1. Dezember 1924   |                                                                  |
| 17. | Kapitän zur See Migita Kumagoro           | 1. Dezember 1924    | 20. April 1925     |                                                                  |
| 18. | Kapitän zur See Yamamoto Tokihiko         | 20. April 1925      | 1. Dezember 1926   |                                                                  |
| 19. | Kapitän zur See Sezaki Nihei              | 1. Dezember 1926    | 28. September 1927 |                                                                  |
| -   | Kapitän zur See Sezaki Nihei              | 28. September 1927  | 1. Dezember 1927   | Kommandant der Asahi, mit der Wahrnehmung der Geschäfte betraut  |
| 20. | Kapitän zur See Tsuda Takehiko            | 1. Dezember 1927    | 30. November 1929  |                                                                  |
| 21. | Kapitän zur See Chiya Sadae               | 30. November 1929   | 1. Dezember 1930   |                                                                  |
| 22. | Kapitän zur See Isa Takuya                | 1. Dezember 1930    | 31. Januar 1931    | Im Dienst verstorben                                             |
| 23. | Kapitän zur See Harada Bunichi            | 1. Februar 1931     | 1. April 1931      |                                                                  |
| 24. | Kapitän zur See Shiraishi Kunio           | 1. April 1931       | 1. Dezember 1931   |                                                                  |
| 25. | Kapitän zur See Ishii Junzo               | 1. Dezember 1931    | 1. Dezember 1932   |                                                                  |
| 26. | Kapitän zur See Inoue Kokichi             | 1. Dezember 1932    | 15. November 1933  |                                                                  |
| 27. | Fregattenkapitän Ohashi Goro              | 15. November 1933   | 15. November 1934  |                                                                  |
| 28. | Kapitän zur See Kobayashi Saburo          | 15. November 1934   | 18. April 1935     |                                                                  |
| 29. | Kapitän zur See Mizusaki Shojiro          | 18. April 1935      | 15. November 1935  |                                                                  |
| 30. | Fregattenkapitän Narahashi Norimoto       | 15. November 1935   | 1. Dezember 1936   |                                                                  |
| 31. | Kapitän zur See Sakonjō Naomasa           | 1. Dezember 1936    | 20. Juli 1938      |                                                                  |
| 32. | Kapitän zur See Suzuki Chozo              | 20. Juli 1938       | 15. November 1939  |                                                                  |
| -   | Kapitän zur See Harada Kaku               | 15. November 1939   | 10. März 1940      | Kommandant der Hōshō, mit der Wahrnehmung der Geschäfte betraut  |
| 33. | Kapitän zur See Kogure Gunji              | 10. März 1940       | 1. November 1940   |                                                                  |
| -   | Kapitän zur See Izaki Shunji              | 1. November 1940    | 28. November 1940  | Kommandant der Mogami, mit der Wahrnehmung der Geschäfte betraut |
| 34. | Kapitän zur See Mori Tokuji               | 28. November 1940   | 1. September 1941  |                                                                  |
| 35. | Kapitän zur See Matsuda Chiaki            | 1. September 1941   | 10. Februar 1942   |                                                                  |
| 36. | Kapitän zur See Ishii Keishi              | 10. Februar 1942    | 20. Mai 1942       |                                                                  |
| 37. | Kapitän zur See Shimamoto Hisagoro        | 20. Mai 1942        | 1. Oktober 1942    |                                                                  |
| 38. | Kapitän zur See Nagai Mitsuru             | 1. Oktober 1942     | 2. Februar 1943    |                                                                  |
| 39. | Kapitän zur See Hase Shinzaburo           | 2. Februar 1943     | 13. April 1943     |                                                                  |
| 40. | Kapitän zur See Sato Katsuya              | 13. April 1943      | 25. Juni 1943      |                                                                  |
| 41. | Kapitän zur See Miura Kanzo               | 25. Juni 1943       | 4. August 1943     |                                                                  |
| 42. | Kapitän zur See Soma Shinshiro            | 4. August 1943      | 10. August 1944    |                                                                  |
| 43. | Kapitän zur See d.R. Oto Masanao          | 10. August 1944     | 29. Juli 1945      |                                                                  |